# جان هیو بیویل آکلند
جان هیو بیویل آکلند (انگلیسی: John Acland؛ ۲۶ نوامبر ۱۹۲۸ – ۱۷ نوامبر ۲۰۰۶) فرد نظامی اهل بریتانیا بود. وی همچنین برندهٔ جوایزی همچون نشان حمام و نشان امپراتوری بریتانیا شده‌است.